# Kościół św. Maksymiliana Marii Kolbego w Skarszewach
Kościół św. Maksymiliana Marii Kolbego w Skarszewach – rzymskokatolicki kościół parafialny znajdujący się w Skarszewach, w województwie pomorskim, pierwotnie świątynia ewangelicka. Należy do dekanatu Skarszewy diecezji pelplińskiej.

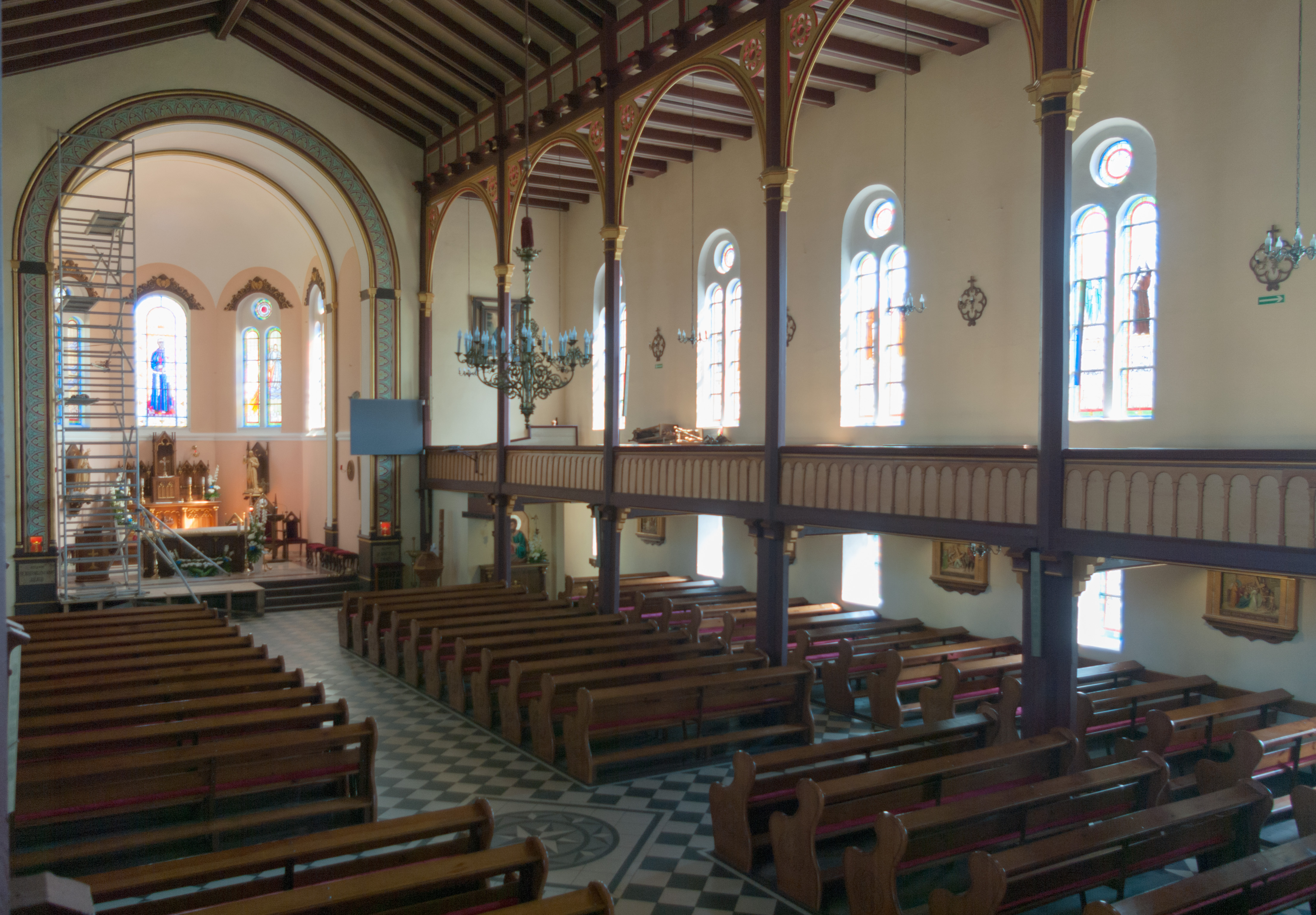
Wnętrze świątyni

## Historia
Budowa świątyni przeznaczonej dla parafii ewangelickiej rozpoczęła się w 1879 roku. Prace budowlane zakończyły się w 1881 roku. Kościół został wybudowany w stylu neogotyckim z czerwonej cegły. W okresie II Rzeczypospolitej obiekt był we władaniu parafii należącej do superintendentury Tczew-Starogard Ewangelickiego Kościoła Unijnego i należał do niej do 1945 roku. Po zakończeniu II wojny światowej w kościele mieścił się magazyn zbożowy dla Państwowych Zakładów Zbożowych. W latach 1981–1987 zostały przeprowadzone prace remontowe w świątyni finansowane przez Państwowe Zakłady Zbożowe w Gdańsku. 15 września 1987 kościół został przejęty przez parafię rzymskokatolicką. Na przełomie grudnia 1987 i stycznia 1988 w świątyni założono instalację elektryczną, a od kwietnia do maja 1988 świątynia została zradiofonizowana. 28 sierpnia 1988 w kościele została odprawiona po raz pierwszy msza święta. Świątynię poświęcił biskup i nadał jej wezwanie św. Maksymiliana Marii Kolbego. 6 lipca 1990 w kościele została zamontowana droga krzyżowa z XIX wieku, pochodząca ze świątyni w Garczynie. W 1993 roku i w drugiej połowie lipca 1994 wymieniono blachę na dachu kościoła. 26 września 1994 świątynia wzbogaciła się o cztery witraże. 1 lipca 2011 dekretem biskupa pelplińskiego Jana Bernarda Szlagi została utworzona nowa parafia św. Maksymiliana Marii Kolbego i tym samym kościół poewangelicki stał się katolickim kościołem parafialnym.